# FG Возничего
FG Возничего (лат. FG Aurigae) — двойная затменная переменная звезда типа Алголя (EA) в созвездии Возничего на расстоянии приблизительно 2170 световых лет (около 666 парсеков) от Солнца. Видимая звёздная величина звезды — от +12,55m до +11,65m. Орбитальный период — около 13,646 суток.

## Характеристики
Первый компонент — жёлто-белый гигант или оранжевый субгигант спектрального класса F7III или K7IV. Радиус — около 6,3 солнечных, светимость — около 11,477 солнечных. Эффективная температура — около 4232 К.